# Гермодор Ефеський
Геромодор (дав.-гр. ῾Ερμόδωρος) — давньогрецький політичний діяч початку V ст.до н. е..
Народився в Ефесі. Був близьким другом Геракліта. За його підтримки став на чолі міста після відмови від влади тирана Меланкоми. Можливо й сам був оголошений тираном, адже пізніші римські джерела йменують Гермодора «принцепсом». Традиція приписує Геромодору розширення кола ефеських громадян і заходи, спрямовані проти аристократії — що зазвичай також характерно для давногрецьких тиранів. Водночас, Геракліт, який всебічно підтримував Гермодора, був прихильником аристократичної моделі влади і це може свідчити, що Гермодор аж ніяк не шукав підтримки з боку демосу.
Врешті-решт громадяни змусили Гермодора відмовитися від влади і залишити місто. Деякі дослідники припускають, що проти нього була застосована процедура остракізму, або схожа з нею.
За переказами Гермодор з Ефеса емігрував до Італії, а залишок свого життя провів у Римі. На форумі навіть була зведена його статуя — як символ візнання неабияких заслуг ефесця перед римською громадою. Пізніше вважали, що Гермодор допоміг децемвірам скласти Закони Дванадцяти таблиць.Щоправда, їх ухвалили не раніше 451 р. до н. е., тож може йтися про якісь інші законодавчі акти, які згодом були використані або перероблені децемвірами.